# Club Independiente Santa Fe
Maillots
Actualités
Le club Independiente Santa Fé  est un club de football colombien basé à Bogota. Le club est habituellement appelé Santa Fé. Le club est célèbre pour gagner le premier championnat professionnel du football colombien. 
C'est, avec l'autre club de Bogota, Los Millonarios, et avec l'Atlético Nacional de Medellín, le seul à avoir joué la totalité des saisons du championnat local en première division.
Le club est fondé le 28 février 1941 par des lycéens du Gimnasio Moderno et des étudiants de l'Université du Rosario au traditionnel "Café Rhin" de Bogota (actuellement "Café Pasaje").
Le club compte au total douze titres nationaux, correspondant à dix titres de Ligue (1948, 1958, 1960, 1966, 1971, 1975, 2012-I, 2014-II, 2016-II e 2025-I), 2 Coupes de Colombie (1957, 2009), et quatre Superligas (2013, 2015, 2017 et 2021). Au niveau des titres internationaux , l'equipe compte avec une Copa Sudamericana (2015) et une Coupe Suruga Bank (2016).

## Repères historiques

### Création du club
Independiente Santa Fe est fondé le 28 février 1941 à Bogota, au Café del Rhin, aujourd'hui appelé Café Pasaje, par des étudiants de droit de l'Université du Rosario et des ex-élèves du lycée Gimnasio Moderno. Au départ, il devait être composé uniquement d'ex-élèves du Gimnasio Moderno, mais l'équipe sera renforcée par la suite par des étudiants de d'autres lycées. Lors de sa première année, le club obtient la deuxième place de seconde catégorie de la A.D.B (Associación Deportiva de Bogotá), ce qui influença la presse locale à demander sa place dans la première catégorie, où le club a commencé contre le club Universidad en le battant 7-1.
En 1942, le club dirigé par l'anglais Henry Blain arrivera en finale du championnat départemental Cundinamarca.

### 1948: Premier champion de Colombie
Le 21 mai 1948, plusieurs dirigeants parmi lesquels se trouvaient les fondateurs de Santa Fe donnent naissance à la Division Majeure de Football Colombien (Dimayor), qui serait la base du football professionnel colombien. Le 26 juin, les représentants des équipes professionnelles donnent leur accord pour la création de la Dimayor. Durant le second semestre de cette année-là, se jouera la première version officielle du championnat.
Ce premier championnat débute le 15 août 1948 avec la présence de 11 équipes au total, parmi lesquelles se trouvait Independiente Santa Fe. Malgré le fait de ne pas être considéré favori du tournoi, le club commence le championnat avec de bons résultats, en débutant par un match nul 1-1 en déplacement à Manizales contre Caldas, suivi d'une victoire à domicile contre Atlético Municipal 5-2, une victoire lors du premier derby 5-3 et une victoire le 26 septembre face à Universidad 6-3. Santa Fe est vaincu pour la première fois en octobre lorsque Medellín le bat 2-0.
Le 7 novembre, Santa Fe joue face à Junior de Barranquilla, son principal rival lors de ce premier championnat, dans un stade rempli pour voir l'équipe de Bogota l'emporter 4-1, ce qui permettait à  Santa Fe de se rapprocher du titre. Les matchs suivant seront gagnés face à Millonarios, America et Once Deportivo. Le 19 décembre, Santa Fe défie les pronostics en balayant Medellín 6-0.
Santa Fe avait entamé le championnat comme simple animateur pour finir par remporter le premier titre officiel colombien. Cette année-là, Santa Fe a également été l'équipe ayant la meilleure attaque et la meilleure défense, comptabilisant 57 buts marqués contre 29 buts encaissés. L'équipe est dirigée par le Péruvien Carlos Carrillo Nalda.

### 1958: Le deuxième titre
C'est lors du championnat de 1958, joué par à peine 10 clubs (Santa Fe, Millonarios, Bucaramanga, Pereica, Independiente Nacional, Tolima, Cucuta, Deportes Quindío, Deportivo Manizales et América) que Santa Fe gagnera finalement son deuxième titre de championnat de Colombie, sous les commandes de l'argentin "Julio Tocker". Le chemin de ce deuxième titre a commencé avec une victoire 1-2 face à Cucuta.
Avant la dernière journée de la fin du championnat, les deux équipes de Bogota, Santa Fe et Millonarios se trouvaient en tête du championnat avec 46 points chacun. Alors que Millonarios se déplaçait à Cucuta, Santa Fe jouait à domicile face à Deportivo Manizales. Alors que, à deux minutes de la fin des matchs, Santa Fe gagnait 2-0 face à Deportivo Manizales, c'est Millonarios qui empochait le titre grâce à sa victoire 1-2 face à Cucuta. Santa Fe dut attendre la dernière minute de jeu, et une égalisation in extremis de Cucuta face à Millonarios pour s'adjuger finalement le titre, fruits de 48 points, 17 victoires, 14 matchs nuls, et 5 défaites, ainsi que 78 buts marqués pour 51 encaissés.

### 1960: Le troisième titre
Le championnat de 1960 comptait plus de clubs que les antérieurs. Ce fut l'une des meilleures années de Santa Fe. Julio Tocker est à nouveau nommé entraineur. Il accumule 9 matchs sans défaites lors des 9 première journées. Viendraient deux défaites face à America et Medellin, et suivirent à nouveau 9 matchs sans défaites suivirent à nouveau de 2 défaites, cette fois face à America et Tolima. L'équipe finira le championnat de bonne manière en ne concédant qu'une seule défaite face à Union Magdalena.
Le club atteindra finalement son troisième titre national avec 22 victoires, 17 matchs-nul et seulement 5 défaites pour finir avec 61 points, 95 buts marqués pour 61 buts encaissés.
L'année suivante, l'équipe qualifiée pour la deuxième Copa Libertadores de l'histoire, atteindra les demi-finales, se faisant éliminer par Palmeiras que finira vice-champion.
Le buteur de cette Copa Libertadores a été l'attaquant de Santa Fe, Oswaldo Panzutto avec 4 buts.

### 1966: Le quatrième titre
Lors du championnat de 1966 qui comptait 14 clubs, Santa Fe arrive à son quatrième titre national. Gabriel Ochoa Uribe serait le premier entraineur colombien à être sacré champion avec le club de Bogota.
Le 24 mai 1966, Santa Fe conquiert son quatrième titre, à la suite d'un match difficile, où les décisions arbitrales seront décisives. Ce jour-là, Santa Fe affrontait Bucaramanga. À la quatrième minute de la seconde période, l'arbitre, qui avait initialement sifflé corner, change d'avis et siffle pénalty en faveur de Santa Fe.
Alors que les joueurs de Santa Fe cherchaient le ballon pour tirer, les joueurs de Bucaramanga se plaçaient pour le corner, ne voulant pas laisser le pénalty être tiré. L'arbitre sifflera finalement la fin du match, et la dimayor décrètera Santa Fe victorieux part le score de 1-0. L'argentin Omar Lorenzo Devanni finira meilleur buteur du championnat avec 31 des 102 buts de Santa Fe

### 1971: Le cinquième titre
Le championnat de 1971 sera disputé jusqu'au bout par 4 clubs, Santa Fe, Millonarios, Nacional et Cali qui se qualifieront pour une poule finale.
À la fin de la poule pour définir le nouveau champion de Colombie, Santa Fe (Dirigé par Vladimir Popovic) et Nacional finissent à égalité dans tous les critères, et se joue alors un match supplémentaire opposant les deux clubs, à Cali. Santa Fe qui gagnait 2-0 au début de la deuxième mi-temps, avant de se faire rejoindre à la moitié de cette seconde période. Lors des sept dernières minutes, Pedro Alzate qui venait de rentrer en jeu, marquait le troisième et but définitif pour permettre à Santa Fe de s'imposer 3-2 et de gagner son cinquième titre.

### 1975: Le sixième sacre
En 1975, le championnat colombien sera divisé trois parties, deux tournois, "Aperutra" et "Finalización" et un hexagonal final. Lors du tournoi "Apertura", Santa Fe fini troisième, mais lors du tournoi "Finalización". 
Lors de l'hexagonal final, joué par Santa Fe, Millonarios, Deportivo Cali, Atletico Bucaramanga, Junior et Independiente Medellin, Santa Fe sera sacré champion pour la cinquième fois de son histoire à une journée de la fin des matchs devant Millonarios.

### 2012-I: septième sacre, 37 ans après
En 2012, la Colombie joue 2 championnats par an. Lors du premier championnat de l'année 2012 (Liga Apertura), Santa Fe, après 37 longues années d'attente obtient son septième titre national. La finale se joue face à Deportivo Pasto qui vient de passer deux ans en deuxième division. Le match aller à Pasto se finit sur un score de parité : 1-1. Le titre se joue donc au Campin, fief de Santa Fe.
Le 15 juillet 2012, se joue le match retour du titre colombien face à plus de 40 000 spectateurs, et le but de Jonathan Copete à la 70e minute de jeu, donne le titre à Santa Fe.

### 2014-II: Huitième titre
L'Independiente Santa Fe après avoir fait la course en tête toute la seconde partie du championnat 2014, se qualifie pour les play-off. Victorieux du dernier match sur le terrain de l'Atletico Nacional, le club s'offre une nouvelle finale contre l'autre club de Medellín, le Deportivo Independiente Medellín. Après avoir dominé le DIM 2-1 à l'extérieur au match aller, Santa Fe s'offre un huitième titre en obtenant un match nul (1-1) au retour sur leur terrain du Campin à Bogota.

## Identité du club

### Surnoms
Independiente Santa Fe est souvent surnommé "El León" (le lion en français) en rapport avec la mascotte que le club possédait durant les années 1970, "Los Cardenales" (Les cardinaux en français) en rapport aux couleurs du club qui rappellent les couleurs des religieux, "La fuerza de un pueblo" (la force d'un peuple en français), "Expreso Rojo" (Express Rouge en français), "Primer Campeón"(premier champion en français) ou encore Santafecito lindo (le bezu petit Santa Fe).

### Uniforme
Il existe plusieurs versions sur l'origine de l'uniforme rouge et blanc. Une chose est sure, lors de son premier match face à « Telegrafos », le club évoluait avec un uniforme bleu. Ces uniformes se délavèrent et le club confectionna un uniforme vert pour le remplacer, mais à la suite d'un nouveau délavage, les supporteurs et l'un des fondateurs du club décida de passer au rouge et blanc en référence à l'Arsenal anglais, couleurs qui resteront jusqu'à l'actualité.
Malgré le classique uniforme rouge et blanc lors de ses matchs, Santa Fe a joué tout en jaune le 6 octobre 2006 face au Nacional pour l'anniversaire des 468 ans de sa ville, Bogota. Ce match s'est terminé sur un score de 4-0 en faveur de Santa Fe. Un deuxième uniforme spécial a été utilisé le 7 août 2008 lors d'un match amical à Bogota face au Réal Madrid pour l'anniversaire des 470 ans de la ville de Bogota.
Depuis 2009, les uniformes de Santa Fe sont fabriqués par la marque anglaise Umbro.
- Uniforme à domicile : T-Shirt rouge, manches blanches, short blanc et chaussettes rouges.
- Uniforme à l'extérieur : T-Shirt rouge, manches blanches, short blanc et chaussettes rouges.
- Uniformes spéciaux : Tout jaunes face à Nacional, et rouge et blanc avec des lignes verticales face à Réal Madrid

### Mascotte
L'idée d'adopter une mascotte pour le club est née de Guillermo Cortés et une équipe formée de journalistes, publicitaires et supporters du club qui pensait à un oiseau. Cependant, l'animal n'aurait pas représenté la force du club. Le meilleur candidat serait donc un lion, le roi de la savane.
Un lion du nom de Monaguillos serait depuis ce jour l'insigne de Santa Fe. Il a bondi pour la première fois sur le terrain du Campín le 24 août 1975 face à 30 000 supporters rouges et blancs. À cause de son poids et de sa taille, Monaguillos a fini ses jours au Zoo Santa Cruz, il est mort quelques années plus tard.

### Stade

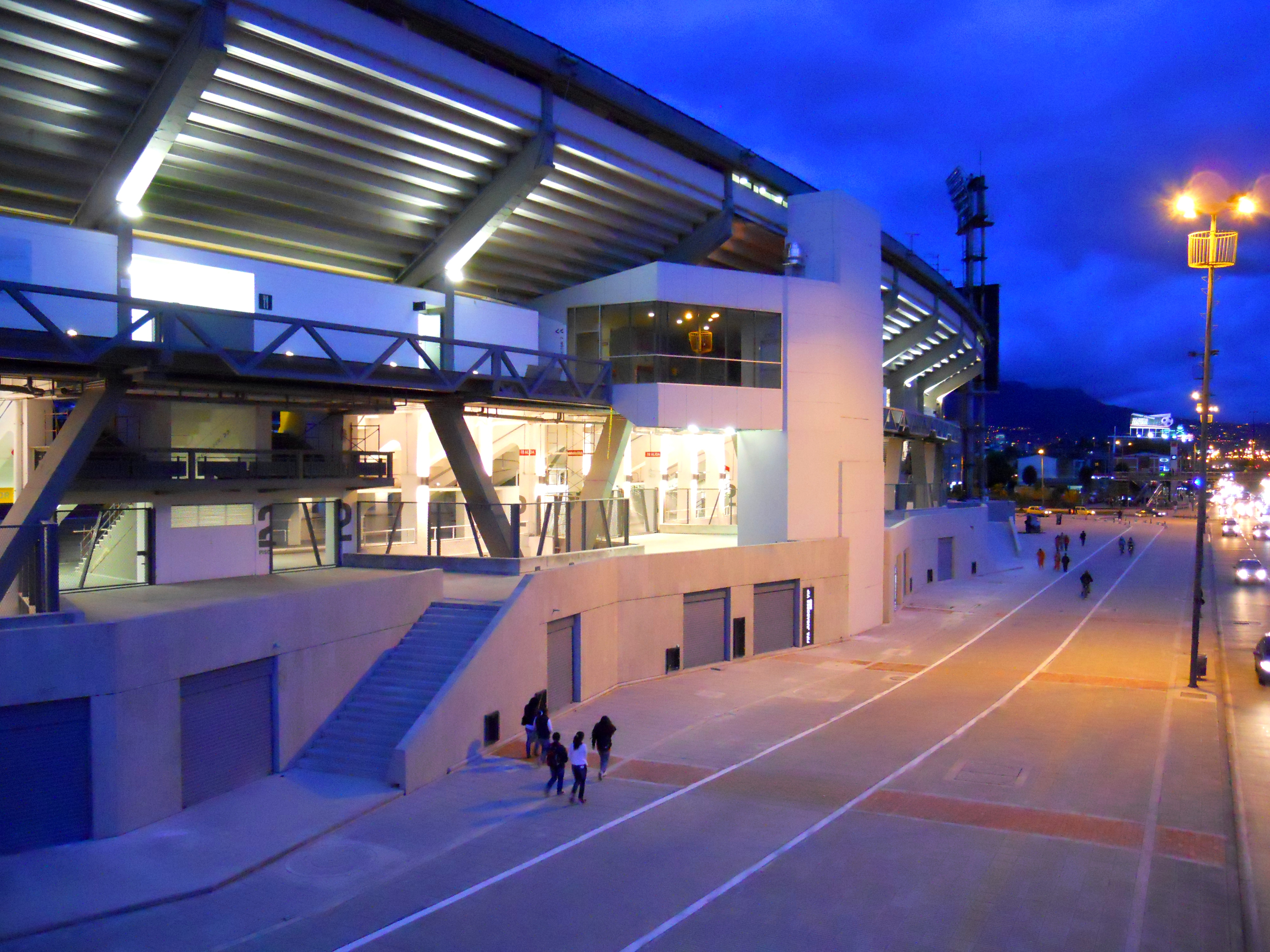
Stade "Nemesio Camacho el Campín (46400 places)"

Le stade Nemesio Camacho, généralement connu sous le nom de "El Campín", a été inauguré le 10 août 1939 à la Calle. Sa construction avait débuté en 1935.
La structure a été créée par l'architecte Federico Leder Müller. Il a une capacité de 40 312 personnes.
En 1951 Santa Fe, qui évoluait jusque-là dans le Estadio Alfonso López Pumarejo de l'Université Nationale déménage au « Campín ».
Une première modification des tribunes débutera alors pour s'agrandir à 39 000 spectateurs. Un an plus tard, « El Campín » s’agrandit à nouveau pour arriver à 62 500 places, mais se limite à 48 000 personnes lors des matchs pour des raisons de sécurité.
La dernière modification a lieu en 2011 pour la Coupe du monde des -20 ans en Colombie pour finir par pouvoir héberger 40 312 spectateurs.

## Rivalités

### Santa Fe vs Millonarios, le derby de Bogota

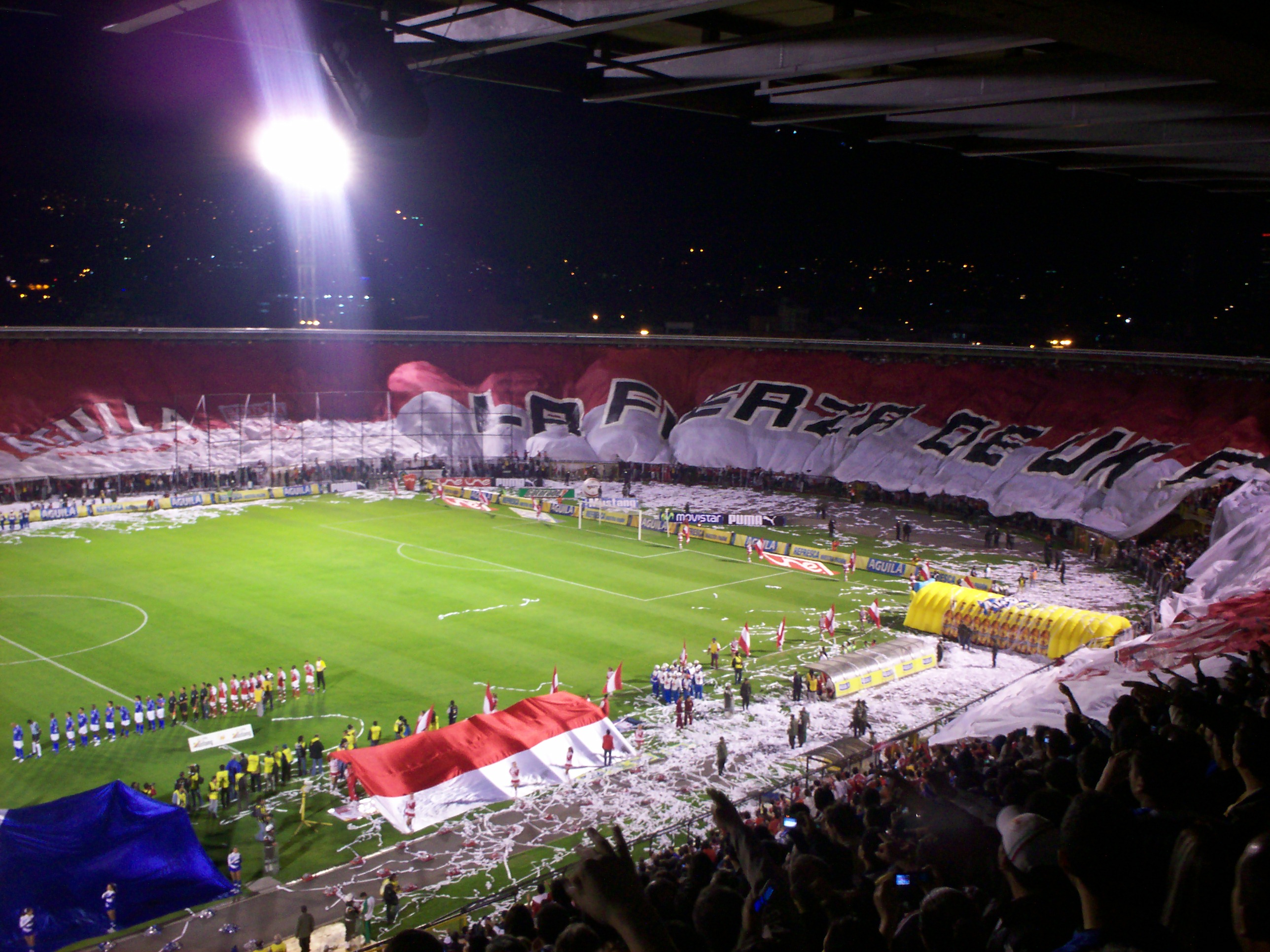
La fuerza de un pueblo, le deuxième drapeau le plus grand du monde

Le derby de Bogota (appelé "Clasico" en Colombie) se joue entre Santa Fe et Millonarios. Les deux clubs sont les seuls à avoir joué un derby régional lors de toutes les saisons du championnat de Colombie depuis sa création en première division.
Le premier "clásico" de l'histoire s'est joué en 1941 avec une victoire de Millonarios 4-1. En revanche, le premier clasico officiel s'est joué le 19 septembre 1948, avec une victoire pour Santa Fe cette fois, 5-3.
La meilleure époque du derby de Bogota nous renvoie aux années 1960, où les deux équipes jouaient devant 50 000 personnes.
Les deux plus grandes différences de but lors des derbys ont été en faveur de Santa Fe, 7-3 durant le championnat national de 1992, et 5-1 lors de la Coupe de Colombie 2011.

## Palmarès

### Tournois nationaux
- Championnat de Colombie de football
  - Champion (10) : 1948, 1958, 1960, 1966, 1971, 1975, 2012-I, 2014-II, 2016-II, 2025-I
  - Vice-champion (7) : 1963, 1979, 2005-I, 2013-I, 2017-II, 2020 et 2024-I

- Coupe de Colombie de football
  - Champion (2) : 1989 et 2009
  - Finaliste (3) : 1951, 2014, 2015

- Superliga de Colombie
  - Champion (4) : 2013, 2015, 2017, 2021

### Tournois internationaux
- Copa Libertadores
  - Demi-finale : 1961 et 2013

- Copa Sudamericana
  - Vainqueur (1) : 2015

- Copa Suruga Bank
  - Vainqueur (1) : 2016

- Recopa Sudamericana
  - Finaliste : 2016

- Copa Conmebol
  - Finaliste : 1996

- Copa Merconorte
  - Finaliste : 1999

- Copa Simón Bolivar
  - Vainqueur (1) : 1970

## Sponsors
| Période   | Fabricant |
| --------- | --------- |
| 1948-1983 | Aucun     |
| 1983-1989 | Saeta     |
| 1990-1991 | Torino    |
| 1992-1995 | Saeta     |
| 1996      | Adidas    |
| 1997-1999 | / Topper  |
| 2000      | FSS       |
| 2001-2002 | Patrick   |
| 2003      | Runic     |
| 2004      | FSS       |
| 2005      | Lotto     |
| 2006      | Puma      |
| 2007      | SSW       |
| 2008      | Puma      |
| 2009-2021 | Umbro     |
| 2021-2023 | Kappa     |
| 2024-     | Fila      |

| Período   | Patrocinador                          |
| --------- | ------------------------------------- |
| 1948-1979 | Aucun                                 |
| 1980      | Milo                                  |
| 1981-1982 | Caja Social de Ahorros                |
| 1983      | Arroz Futura                          |
| 1984      | Hotel Cosmos                          |
| 1985      | Champaña Madame Colette/Snacks Colpal |
| 1986-1988 | Postobón                              |
| 1989-1991 | Gaseosa Colombiana                    |
| 1992      | Cerveza Club Colombia                 |
| 1993      | Cerveza Águila                        |
| 1994      | Gaseosa Konga                         |
| 1995-1996 | Cerveza Costeña/Avianca               |
| 1997-2004 | Cerveza Águila                        |
| 2005-2006 | Samsung                               |
| 2007-2010 | Cerveza Águila/Umbro                  |
| 2011      | Calzado Croydon                       |
| 2012-     | AKT Motos/Kalley/Aguardiente Nectar   |

## Joueurs

### Buteurs historiques
- Source:[3]

| No. | Nom                    | Buts | Pays      |
| --- | ---------------------- | ---- | --------- |
| 1.  | Alfonso Cañón          | 146  | Colombie  |
| 2.  | Léider Preciado        | 115  | Colombie  |
| 3.  | Alberto Perazzo        | 98   | Argentine |
| 4.  | Osvaldo Panzutto       | 93   | Argentine |
| 5.  | Germán Antón           | 91   | Argentine |
| 6.  | Omar Lorenzo Devanni   | 82   | Argentine |
| 7.  | Adolfo Valencia        | 78   | Colombie  |
| 8.  | Omar Perez             | 75   | Argentine |
| 9.  | Héctor Javier Céspedes | 73   | Colombie  |
| 10. | José "Pepillo" Marin   | 67   | Argentine |

### Plus grand nombre de matchs disputés
- Source:[3]

| No. | Nom                     | MJ  | Pays      |
| --- | ----------------------- | --- | --------- |
| 1.  | Alfonso Cañón           | 505 | Colombie  |
| 2.  | Agustin Julio           | 367 | Colombie  |
| 3.  | Yulian Anchico          | 363 | Colombie  |
| 4.  | Carlos Rodriguez        | 359 | Colombie  |
| 5.  | James Mina Camacho      | 356 | Colombie  |
| 6.  | Omar Perez              | 328 | Argentine |
| 7.  | William Morales         | 322 | Colombie  |
| 8.  | Hernando Cuero          | 313 | Colombie  |
| 9.  | Manuel Ascisclo Cordoba | 296 | Colombie  |
| 10. | Rafael Pacheco          | 296 | Colombie  |

### Anciens joueurs
- Carlos Aponte
- Alfonso Cañon (es)
- Hernando Cuero (es)
- Delio Gamboa
- Faryd Mondragón
- Eduardo Niño
- Manuel Pacheco (es)
- Léider Preciado
- Freddy Rincon
- Carlos Rodríguez (es)
- Jaime Silva
- Hernando Tovar
- Adolfo Valencia
- Osvaldo Panzutto (en)
- Omar Pérez (en)
- Hector Rial
- Juan Manuel Peña
- Luis Manuel Seijas
- Charlie Mitten